# 中土世界：暗影魔多
《中土世界：暗影魔多》是Monolith Productions开发，华纳兄弟互动娱乐发行的开放世界动作冒险游戏。游戏采用托爾金的傳說故事集设定。游戏于2014年9月30日在Microsoft Windows、PlayStation 4和Xbox One平台发行，11月又登陆PlayStation 3和Xbox 360，2015年7月30日在OS X和Linux平台发行。游戏发售后获得了积极评价，并在该年获得了一些媒体的“年度游戏”的荣誉。

## 续作
游戏的续作《中土世界：战争之影》在2017年2月公布，於2017年10月10日發售。遊戲平台為Microsoft Windows、PlayStation 4以及Xbox One。此外，另有同名遊戲於ios及Android 平台上發布。